# Уильямстаун (штат Виктория)
Уильямстаун — пригород Мельбурна, штат Виктория Австралия, расположенный в 8 км юго-западнее делового центра города(CBD). Согласно переписи 2011 года, население составляло 13 203 человека. До Уильямстауна можно доехать на машине за 15 минут по автомагистрали Вест-Гейт, на поезде за полчаса от Вокзал Флиндерс-Стрит Стейшн или на пароходе за час от пригорода Саутбанк. В Уильямстауне была снята известная австралийская телевизионная программа Блю Хилерс

## История
Регион был традиционно заселён аборигенами из клана Якулит-уиллям, племени Кулин. Этот клан — один из шести объединённых в языковую группу Буруонг. Коренные жители имели возможность использовать разнообразные виды природных ресурсов от моллюсков и змей до кенгуру и коал. Они называли регион «Курк-Бурк-Бурк» что означает «группа аллоказуарин» или, буквально, «aллоказуарина, аллоказуарина, много».
Глава клана Якулит-уиллям во время прибытия европейцев был Бенбоу, который послужил проводником Джону Бэтману.
Из-за индустриального развития, разделения земли, расизма и эпидемии тифа число коренных жителей региона резко понизилось после 1835 года
Первым европейцем прибывшим на место где расположен Уильямстаун был лейтенант флота Джеймс Роббинс, который исследовал район в 1803 году. В ноябре 1835, капитан Робсон Колтиш пересёк Бассов пролив с грузом овец и коров из Тасмании и нашёл что Уильямстаун (тогда известный под именем Порт Геллибранд) представляет собой хорошую укрытую гавань. Скоро корабли начали регулярно пересекать Бассов пролив и разгружаться в Порт Геллибранде.
В 1837 году зарождающееся поселение посетили губернатор Ричард Боурк и капитан Вильям Лонсдейл, им показалось что центр поселения будет именно здесь и они переименовали его в Уильямс Таун (букв. Город Вильяма) в честь короля Вильгельма IV. Однако, оказалось что в поселении недостаточно пресной воды поэтому центр вынуждены были учредить там где сейчас находиться CBD Мельбурна.
В 1856 году колония Виктория решила построить в Уильямстауне большой стапель для ремонта судов, а в 1858 году — сухой док и верфь. В том же году открыт Правительственный судоподъёмный эллинг (Government Patent Slip).